# M/S Silverö
M/S Silverö byggdes 1970 på Marinteknik Verkstads AB och levererades till Kent Krusell Fartygsservice som satte in fartyget på rutten Stockholm–Sandhamn. Året efter såldes Silverö till Waxholmsbolaget. År 1994 övertog Stockholms Sjötrafik AB drift och bemanning av fartyget och år 2000 såldes fartyget till Gotska Sandö Rederi AB. År 2006 köptes Gotska Sandö Rederi av Ressel Rederi AB i Stockholm och gick efter ombyggnaden 2008 i chartertrafik i Stockholms skärgård. År 2016 försåldes Silverö till Blidösundsbolaget. Fartyget har dock alltjämt fortsatt att köra i trafik för Waxholmsbolaget.
I juli 1997 assisterade Silverö M/S Västan som fått maskinhaveri och låg och drev söder om Vaxholm.

## Konvertering till elektrisk drift
Fartyget har under sin tjänstgöringstid haft åtskilliga typer av dieselmotorer som sitt huvudmaskineri. Inom ramen för REISFER-projektet konverterade Blidösundsbolaget 2024–2025 Silverö till helt elektrisk drift. Dieselmaskineriet demonterades och ersattes med elmotorer från Scania och ett batterilager om 2×390 kWh, från nederländska EST-Floattech. Laddning av fartygets batterier sker på Rindövarvet, med utrustning från Siemens.

## Bildgalleri

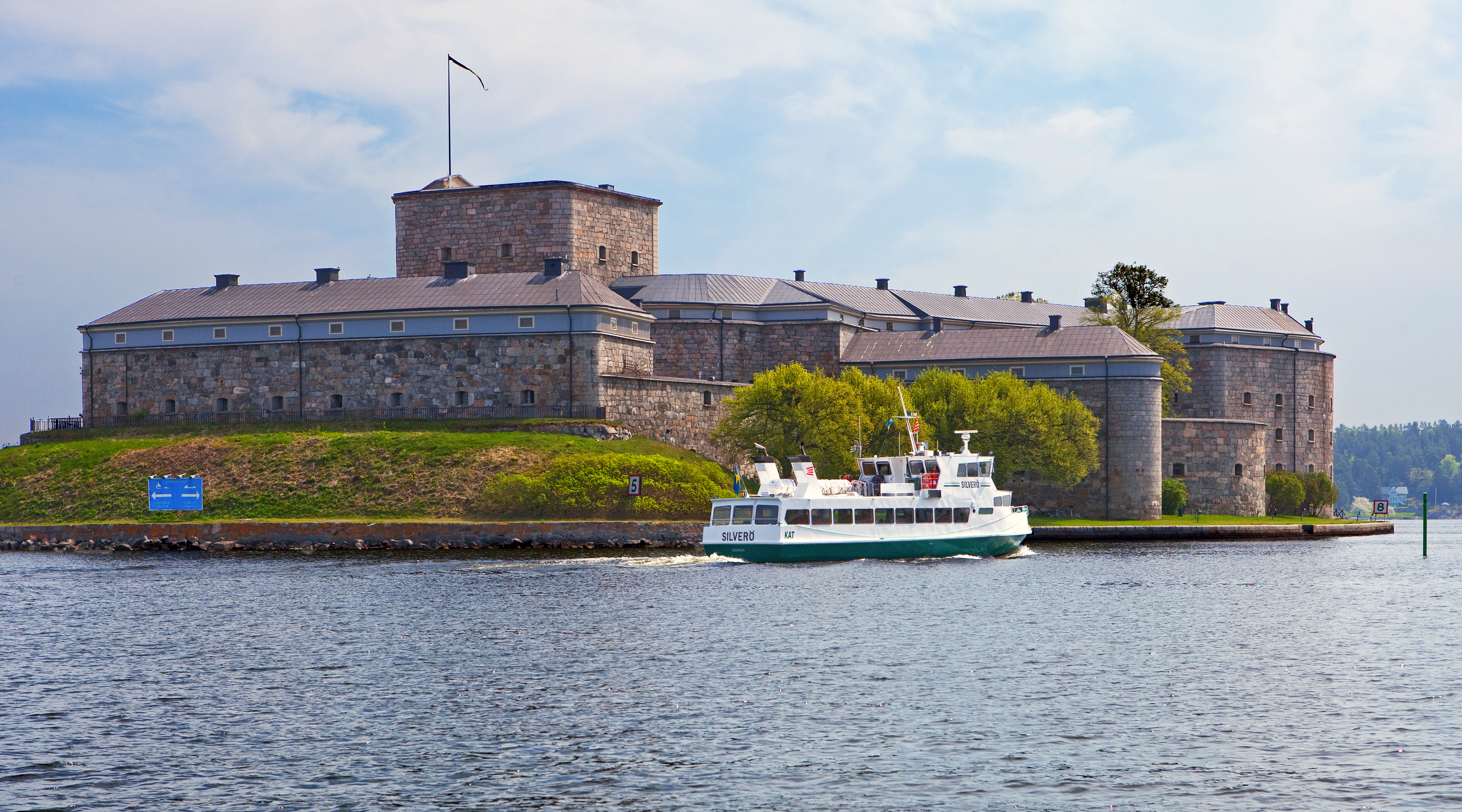
M/S Silverö framför Vaxholms Kastell 2010.
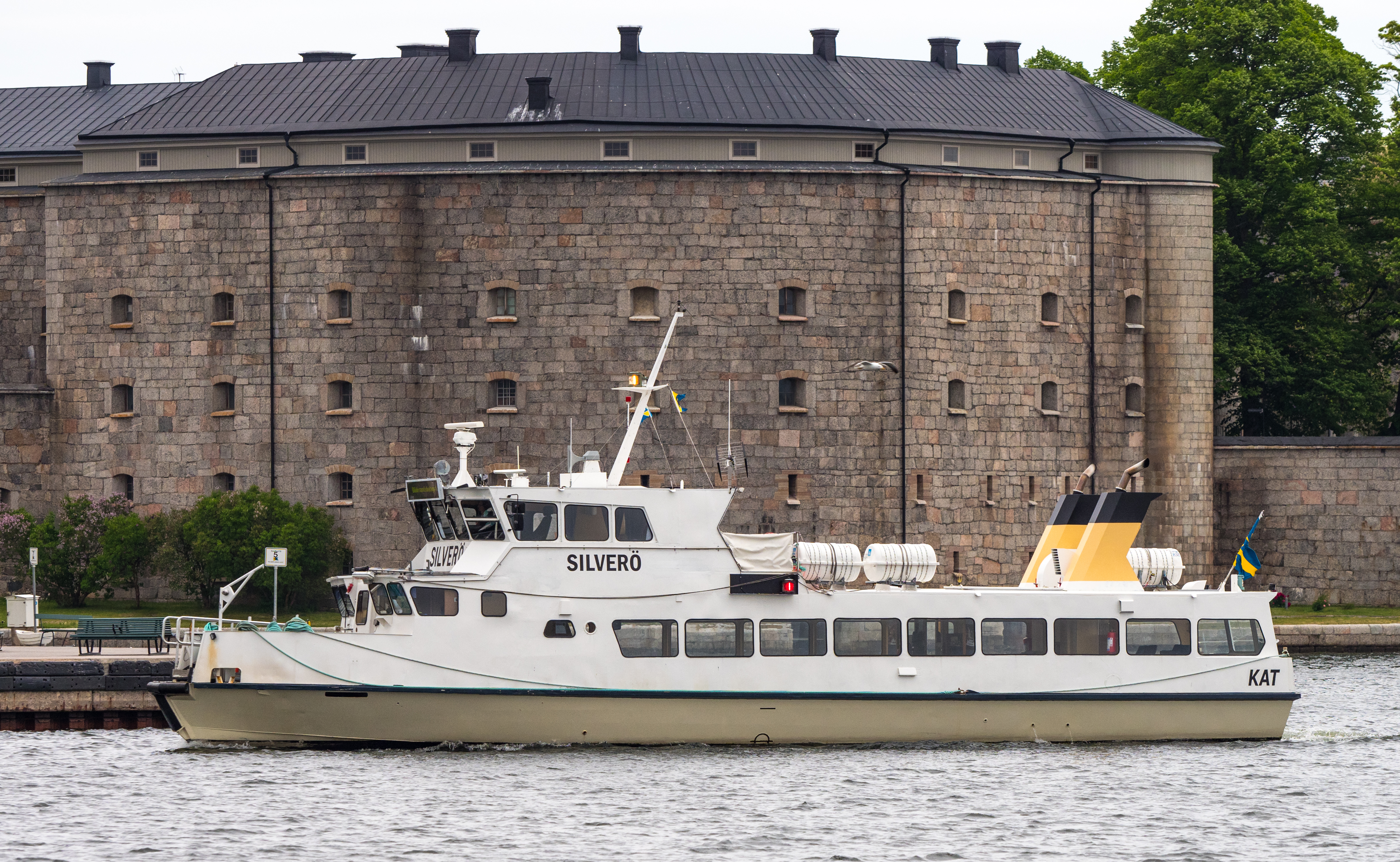
M/S Silverö i hemmahamnen Vaxholm 2017.